# Богдан, Дмитрий Филиппович
Дмитрий Филиппович Богдан (1915—1944) — капитан Рабоче-крестьянской Красной Армии, участник Великой Отечественной войны, Герой Советского Союза (1945).

## Биография
Дмитрий Богда родился 23 сентября 1915 года в селе Валки (ныне — Новые Петровцы Вышгородского района Киевской области Украины) в крестьянской семье. После окончания средней школы и курсов бухгалтеров в Киеве работал в селе Пирново бухгалтером. В 1936 году был призван на службу в Рабоче-крестьянскую Красную Армию, проходил службу в понтонном полку. В 1937 году поступил в Ленинградское военно-инженерное училище, окончил его в 1939 году. Участвовал в польском походе РККА. С начала Великой Отечественной войны — на её фронтах. Командовал сапёрными взводом, ротой. В 1942 году вступил в ВКП(б). Участвовал в битве за Днепр, Корсунь-Шевченковской и Уманской операциях. К марту 1944 года капитан Дмитрий Богда командовал 565-м отдельным сапёрным батальоном 294-й стрелковой дивизии 52-й армии 2-го Украинского фронта. Отличился во время форсирования ряда рек весной 1944 года.
В ходе наступательных боёв бойцы батальона под командованием капитана Богдана смогли разминировать 12 и восстановить 21 мост через реки Горный Тикич, Южный Буг и Днестр. 19-20 марта 1944 года ими было построено 2 парома для форсирования Днестра в районе села Михайловка Ямпольского района Винницкой области. Капитан Дмитрий Богдан погиб 20 марта 1944 года во время авианалёта. Похоронен в селе Михайловка, где установлены обелиск и мемориальная доска.
Указом Президиума Верховного Совета СССР от 24 марта 1945 года капитан Дмитрий Богдан посмертно был удостоен высокого звания Героя Советского Союза. Также был награждён орденами Ленина и Красной Звезды, а также медалью. В честь Богдана названа улица в селе Новые Петровцы.